# Cyclisme aux Jeux d'Amérique centrale et des Caraïbes de 2010
Navigation
2006 2014
Les compétitions de cyclisme des Jeux d'Amérique centrale et des Caraïbes 2010 se sont déroulées du 21 au 29 juillet, à Porto Rico.
27 épreuves comprenant quatre disciplines, le cyclisme sur route, le cyclisme sur piste, le vélo tout terrain et le BMX sont au programme. Ces deux dernières font leur apparition aux Jeux d'Amérique centrale et des Caraïbes.

## Podiums

### Cyclisme sur route
Les contre-la-montre se sont déroulés, le 21 juillet 2010. Alors que les deux épreuves de course en ligne ont eu lieu le 28. 
| Épreuves                | Or                  | Or                              | Argent            | Argent       | Bronze             | Bronze       |
| ----------------------- | ------------------- | ------------------------------- | ----------------- | ------------ | ------------------ | ------------ |
| Hommes course en ligne  | Honorio Machado VEN | les 145,3 km en 3 h 30 min 51 s | Emile Abraham TRI | m.t.         | Luis Macías MEX    | m.t.         |
| Hommes contre-la-montre | Tomás Gil VEN       | les 41,5 km en 50 min 04 s      | José Chacón VEN   | à 2 min 13 s | Henry Raabe CRC    | à 3 min 22 s |
| Femmes course en ligne  | Angie González VEN  | les 83 km en 2 h 09 min 24 s    | Marie Rosado PUR  | à 1 s        | Diana García COL   | m.t.         |
| Femmes contre-la-montre | Danielys García VEN | les 20,7 km en 27 min 29 s      | Evelyn García ESA | à 54 s       | Paola Madriñán COL | à 1 min 05 s |

### Cyclisme sur piste
Les compétitions se sont déroulées sur le site de Base Ramey à Aguadilla, à 35 km de Mayagüez. Quatre nouvelles épreuves font leur apparition, les compétitions par équipes féminines de poursuite et de vitesse et l'omnium hommes et dames.
| Épreuves                | Or                                                                  | Argent                                                                                | Bronze                                                                     |
| ----------------------- | ------------------------------------------------------------------- | ------------------------------------------------------------------------------------- | -------------------------------------------------------------------------- |
| Compétitions masculines |                                                                     |                                                                                       |                                                                            |
| Kilomètre               | Fabián Puerta Colombie                                              | Ángel Pulgar Venezuela                                                                | Leonardo Narváez Colombie                                                  |
| Keirin                  | Leonardo Narváez Colombie                                           | Hersony Canelón Venezuela                                                             | José Sochón Guatemala                                                      |
| Vitesse individuelle    | Njisane Phillip Trinité-et-Tobago                                   | Hersony Canelón Venezuela                                                             | Cristian Tamayo Colombie                                                   |
| Vitesse par équipes     | Venezuela Hersony Canelón César Marcano Ángel Pulgar                | Colombie Leonardo Narváez Fabián Puerta Cristian Tamayo                               | Trinité-et-Tobago Azikiwe Kellar Njisane Phillip Cristopher Sellier        |
| Poursuite individuelle  | Juan Esteban Arango Colombie                                        | Edwin Ávila Colombie                                                                  | Luis Pulido Mexique                                                        |
| Poursuite par équipes   | Colombie Juan Esteban Arango Edwin Ávila Arles Castro Weimar Roldán | République dominicaine Wilmi Gil Santana Rafael Merán Augusto Sánchez Norlandy Tavera | Mexique José Ramón Aguirre Juan Enrique Aldapa Luis Macías Ignacio Sarabia |
| Américaine              | Colombie Juan Esteban Arango Weimar Roldán                          | Mexique Luis Macías Ignacio Sarabia                                                   | République dominicaine Rafael Merán Augusto Sánchez                        |
| Course aux points       | Augusto Sánchez République dominicaine                              | Richard Ochoa Venezuela                                                               | Carlos Ospina Colombie                                                     |
| Scratch                 | Richard Ochoa Venezuela                                             | Mario Alberto Contreras Mexique                                                       | Euris Vidal République dominicaine                                         |
| Omnium                  | Juan Esteban Arango Colombie                                        | Jorge Pérez République dominicaine                                                    | Carlos Linares Venezuela                                                   |
| Compétitions féminines  |                                                                     |                                                                                       |                                                                            |
| 500 mètres              | Daniela Larreal Venezuela                                           | Diana García Colombie                                                                 | Nancy Contreras Mexique                                                    |
| Keirin                  | Daniela Larreal Venezuela                                           | Diana García Colombie                                                                 | Nancy Contreras Mexique                                                    |
| Vitesse individuelle    | Daniela Larreal Venezuela                                           | Diana García Colombie                                                                 | Juliana Gaviria Colombie                                                   |
| Vitesse par équipes     | Venezuela Angie González Daniela Larreal                            | Colombie Diana García Juliana Gaviria                                                 | Mexique Nancy Contreras Daniela Gaxiola                                    |
| Poursuite individuelle  | Danielys García Venezuela                                           | María Luisa Calle Colombie                                                            | Evelyn García Salvador                                                     |
| Poursuite par équipes   | Colombie María Luisa Calle Serika Gulumá Natalia Muñoz              | Mexique Nancy Arreola Elizabeth González Jessica Jurado                               | République dominicaine Elaine Domínguez Ana Gómez Yaina Beras              |
| Course aux points       | Danielys García Venezuela                                           | Serika Gulumá Colombie                                                                | Sofía Arreola Mexique                                                      |
| Scratch                 | Diana García Colombie                                               | Angie González Venezuela                                                              | Sofía Arreola Mexique                                                      |
| Omnium                  | Angie González Venezuela                                            | Serika Gulumá Colombie                                                                | Jessica Jurado Mexique                                                     |

### VTT
Les compétitions se sont déroulées à Rincón, à 24 km de Mayagüez, le 29 juillet 2010. vingt-cinq compétiteurs de sept pays ont participé, quatorze chez les hommes et onze chez les femmes.
| Épreuves             | Or                     | Argent                  | Bronze                   |
| -------------------- | ---------------------- | ----------------------- | ------------------------ |
| Hommes Cross-country | Ignacio Torres Mexique | Anderson Mejía Colombie | Rafael Escarcega Mexique |
| Femmes Cross-country | Ángela Parra Colombie  | Laura Morfin Mexique    | Viviana Maya Colombie    |

### BMX
Les compétitions se sont déroulées à Rincón, à 24 km de Mayagüez, le 22 juillet 2010. Seize compétiteurs de sept pays ont participé, onze chez les hommes et cinq chez les femmes.
| Épreuves | Or                  | Or       | Argent                | Argent   | Bronze                 | Bronze   |
| -------- | ------------------- | -------- | --------------------- | -------- | ---------------------- | -------- |
| Hommes   | Jonathan Suárez VEN | 33 s 598 | Augusto Castro COL    | 33 s 962 | Sergio Salazar COL     | 34 s 925 |
| Femmes   | Mariana Pajón COL   | 37 s 265 | Stefany Hernández VEN | 37 s 921 | Stephanie Barragán MEX | 39 s 926 |

## Tableau des médailles
| Rang  | Nation                 | Or | Argent | Bronze | Total |
| ----- | ---------------------- | -- | ------ | ------ | ----- |
| 1     | Venezuela              | 14 | 7      | 1      | 22    |
| 2     | Colombie               | 10 | 11     | 8      | 29    |
| 3     | Mexique                | 1  | 4      | 11     | 16    |
| 4     | République dominicaine | 1  | 2      | 3      | 6     |
| 5     | Trinité-et-Tobago      | 1  | 1      | 1      | 3     |
| 6     | Salvador               | 0  | 1      | 1      | 2     |
| 7     | Porto Rico             | 0  | 1      | 0      | 1     |
| 8     | Costa Rica             | 0  | 0      | 1      | 1     |
| -     | Guatemala              | 0  | 0      | 1      | 1     |
| Total | Total                  | 27 | 27     | 27     | 81    |